# Csorna
Csorna (tyska: Gschirnau) är en stad och kommun i distriktet Csorna i provinsen Győr-Moson-Sopron i nordvästra Ungern. Kommunen har 9 621 invånare (2024), på en yta av 91,95 km². Csorna är beläget nära Fertő-Hanságs nationalpark.